# میامی (مشهد)
میامی، (به انگلیسی Miami) روستایی در دهستان میامی بخش رضویه شهرستان مشهد استان خراسان رضوی ایران است.

## جمعیت
بر پایه سرشماری عمومی نفوس و مسکن در سال ۱۳۹۵ جمعیت این روستا ۲٬۳۵۳ نفر (در ۶۷۸ خانوار) بوده است.